# Острво Икема
Острво Икема (јап. 池間島), је острво у области Мајико у префектури Окинава, Јапан. Острво припада групи острва Мијако, острва Сакисима архипелагу Рјукју.

## Географија
Острво је површине 2,8 км² са 801 становника (2002), који живе у малом селу Икем. 
Острво је равно, са највишом тачком 28 м. Мостом је повезан са острвом Мијакоџима дужине 1,592 м.

## Галерија
- Снимак из ваздуха
- Мост са острвом Мијакоџима
- Морска обала

24° 53′ 56″ С; 125° 18′ 18″ И / 24.899° С; 125.3049° И